# Astragalus oocephalus
Astragalus oocephalus är en ärtväxtart som beskrevs av Pierre Edmond Boissier. Astragalus oocephalus ingår i släktet vedlar, och familjen ärtväxter. Inga underarter finns listade i Catalogue of Life.